# خط الطول العكسي

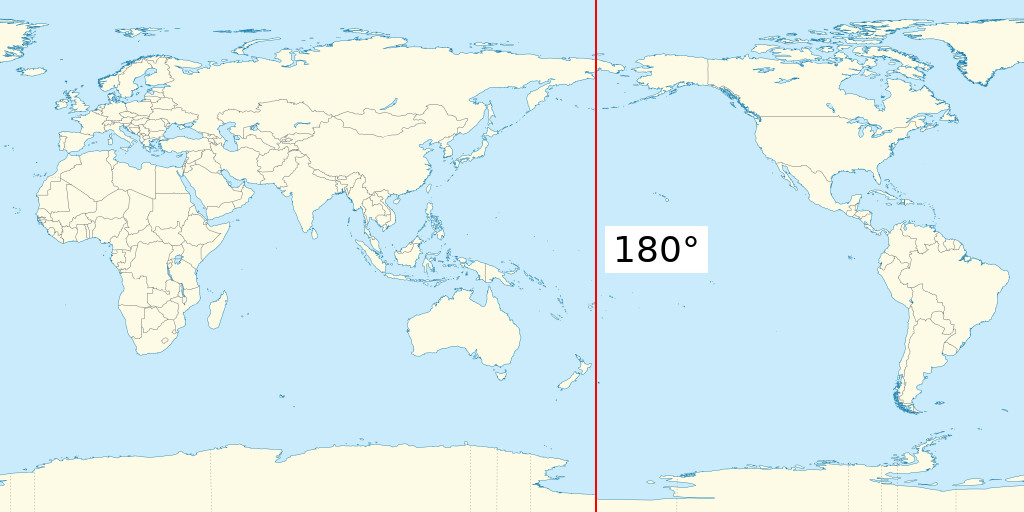
خط الطول العكسي

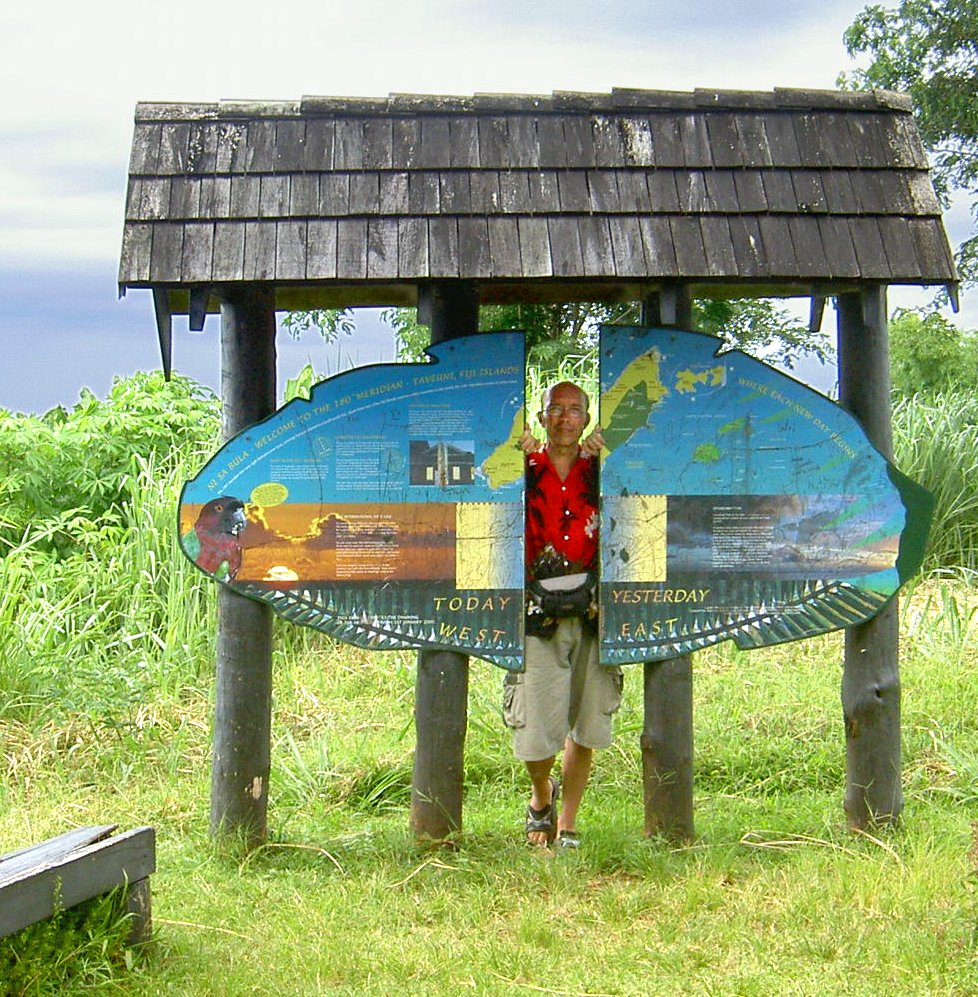
خط الطول العكسي 180 درجة يمر على جزيرة تافيوني في جزر فيجي

خط الطول العكسي أو خط الطول المقابل (Anti-meridian) هو خط الطول 180 درجة، الذي يكون معاكساً لخط الطول الرئيسي.

## اقرأ أيضاً
- طول جغرافي
- خط الاستواء

## المصدر
- المعجم الجغرافي المناخي